# ゆず一家
『ゆず一家』（ゆずいっか）は、ゆずの1枚目のオリジナルアルバム。1998年7月23日発売。発売元はセーニャ・アンド・カンパニー。

## 解説
- 初のフルアルバムで、先行シングル「夏色」（1998年6月3日発売）を含んだ全14曲。
- のちに「少年」がシングルカットされて発売された（9月18日）。なお、このアルバム収録の「少年」の間奏では、お笑いトリオのネプチューンが参加している（ブックレットにクレジットはなし）が、シングルバージョンでは、バラエティ番組『ねるとん紅鯨団』（フジテレビ系）内で、司会のとんねるずが発していた台詞を北川が叫ぶパターンに変わっている。
- これらのヒットとともに、路上時代から行っていた横浜・伊勢佐木町の松坂屋前での「路上パフォーマンス」におけるあまりの見物客の集結ぶりを受けて、続行を断念。同年8月30日をもって終了した。しかし、今でも原点として、初心を思い出すべく、稀に路上に立つことがあるという（ライブMCなどで、「実はこの前、路上で歌ってきた」と報告されることがある[いつ?]）。現在、その松坂屋前にはゆずのサインや写真が飾ってある。初めて出演した『第54回NHK紅白歌合戦』（2003年12月31日）では、その場所からの生中継がなされた。
- その『第54回NHK紅白歌合戦』では、メドレー形式で当アルバム収録曲「夏色」を披露。リリース当時は地上波のテレビ番組で歌うことは滅多になかった。

## 収録曲
| 全編曲: 寺岡呼人&ゆず（特記以外）。 |                        |           |           |       |
| #                                   | タイトル               | 作詞      | 作曲      | 時間  |
| 1.                                  | 「四時五分」           | 北川悠仁  | 北川悠仁  | 2:29  |
| 2.                                  | 「少年」               | 北川悠仁  | 北川悠仁  | 2:40  |
| 3.                                  | 「以上」(編曲：ゆず)   | 北川悠仁  | 北川悠仁  | 3:49  |
| 4.                                  | 「夏色」               | 北川悠仁  | 北川悠仁  | 3:22  |
| 5.                                  | 「手紙」               | 北川悠仁  | 北川悠仁  | 4:02  |
| 6.                                  | 「心の音」             | 岩沢厚治  | 岩沢厚治  | 5:20  |
| 7.                                  | 「雨と泪」(編曲：ゆず) | 北川悠仁  | 北川悠仁  | 3:31  |
| 8.                                  | 「巨女」(編曲：ゆず)   | 岩沢厚治  | 岩沢厚治  | 3:10  |
| 9.                                  | 「ソウロウ」           | 北川悠仁  | 北川悠仁  | 3:09  |
| 10.                                 | 「月曜日の週末」       | 岩沢厚治  | 岩沢厚治  | 2:52  |
| 11.                                 | 「街灯」               | 岩沢厚治  | 岩沢厚治  | 3:10  |
| 12.                                 | 「ねこじゃらし」       | 北川悠仁  | 北川悠仁  | 4:08  |
| 13.                                 | 「贈る詩」             | 北川悠仁  | 北川悠仁  | 2:52  |
| 14.                                 | 「境界線」             | 岩沢厚治  | 岩沢厚治  | 5:21  |
| 合計時間:                           | 合計時間:              | 合計時間: | 合計時間: | 49:55 |

## 楽曲解説
1. 四時五分
完成した時間が朝の四時五分だったため、その時間がそのまま曲名になったというエピソードを北川が披露している。次トラックの『少年』がシングルカットした時、カップリング(3曲目)に収録されてシングルカットされたが、アルバムとはアコースティックギターの弾き語りだったり、歌中のバックで語られるセリフ部分が異なる「素っぴんバージョン」と言うバージョンで収録された。
2. 少年
エースコック、伊藤園のCMソング。エースコックのCMはゆずも出演した。後にシングル用のバージョンでシングルカットされたCDジャケットでは、魚屋・警察・泥棒・サーファー・ガングロ女子高生など、様々な格好に扮している。その姿はミュージック・ビデオでも見ることが出来る（DVD『録歌選 金銀』に収録）。
3. 以上
4. 夏色
ミニアルバムでのレコードデビューであったため、シングルデビュー曲に当たる。海辺ではしゃいだり、笑みを見せて歌うミュージック・ビデオも、当時「あれは誰？」と話題になったらしい[1]。
5. 手紙
ライブで披露される機会が多い。途中に手紙を読む箇所があるが、公演ごとに北川が観客に向けて手紙を読み上げるのが恒例となっている。
6. 心の音
「ゆず体育館ツアー2004 夢の地図」で歌われ、その様子は限定販売で商品化済（「ゆず LIVE FILMS 夢の地図」）。
後に、ベストアルバム『ゆずのね 1997-2007』（2007年）にも収録された。
7. 雨と泪
『録歌選 金銀』のミュージック・ビデオは、ふたりによる弾き語り。ヴォーカルも吹き替えではなく、そのままその時のものがライブ収録されている。
後に、ベストアルバム『Home 1997-2000』（2005年）、『YUZU 20th Anniversary ALL TIME BEST ALBUM ゆずイロハ 1997-2017』（2017年）にも収録された。
8. 巨女
VHSで発売された『録歌選 金』では、エンドロールが流れた後、シークレットトラック的に収録されていた（DVD『録歌選 金銀』では特典映像として収録）。北川が様々な姿に扮装する内容になっている。「きょじょ」と読む。
岩沢が誰かにつけたあだ名だったと、『ゆずのオールナイトニッポンGOLD』にて公言している[いつ?]。
9. ソウロウ
ゆずの担当するラジオ『ゆずのオールナイトニッポンGOLD』に長渕剛がゲスト出演した際[いつ?]、この曲をセッションした。路上時代この曲を歌うと観客が逃げていったという。
10. 月曜日の週末
働いていた[誰?]バイト先の定休日が月曜日であったためにこのようなタイトルになった、というエピソードを岩沢が披露した[いつ?]。初期のライブの定番曲。 後に、ベストアルバム『Home 1997-2000』（2005年）、『YUZU 20th Anniversary ALL TIME BEST ALBUM ゆずイロハ 1997-2017』（2017年）にも収録された。
11. 街灯
12. ねこじゃらし
仮タイトルは「Q」。当時は適当にタイトルを決めていたらしい[2]。
13. 贈る詩
1枚目のカップリング曲。ライブでは、アンコールの掛け声の代わりに、会場一丸となって歌われることがある[いつ?]。
14. 境界線
ベストアルバム『ゆずのね 1997-2007』（2007年10月3日）の初回限定盤DVDには、新たに撮りおろしたミュージックビデオが収録されている。2005年7月23日・24日に行われた横浜国際総合競技場でのライブでは、セットリストに組み込まれていたが、2日間とも当日になり急遽違う曲に変更されて披露されなかった[3]。また、ゆずのオリジナルアルバムで岩沢が単独で作詞・作曲を手掛けた曲がアルバムの最後を飾るのは現時点でこの作品のみである。

## 演奏
- 北川悠仁：Vocal, Acoustic Guitar, Pianica,  Tambourine
- 岩沢厚治：Vocal, Acoustic Guitar, Harp
- 寺岡呼人
  - Computer Programming (1.2.4.5.11.13)
  - Acoustic Guitar (14)
  - Slide Whistle (9)
- 鈴木茂：Electric Guitar (6.12)
- 駒沢裕城：Steel Guitar (4.5)
- 美久月千晴：Bass (4.6.10.13.14)
- キタダマキ：Bass (2.9.12)
- 小島徹也：Drums (2.4.6.9.10.12.14)
- 高野勲：Keyboards (2.4.9.10.12.13.14)
- かつやたかし：Keyboards (6.14)
- EVE：Chorus (14)
- 山本拓夫：Saxophone (6.14)
- 阿部雅士ストリングス：Strings (6)
- 阿部雅士：Strings Arrangement (#6)
- 中西進：Computer Programming (1.5.11)
- 美島豊明：Computer Programming (4.13)